# Listă de filme britanice din 1948
Aceasta este o listă de filme britanice din 1948:

## Lista
| Titlu                              | Regizor                                                  | Distribuție                                                 | Gen                          | Note                                                                              |
| ---------------------------------- | -------------------------------------------------------- | ----------------------------------------------------------- | ---------------------------- | --------------------------------------------------------------------------------- |
| Against the Wind                   | Charles Crichton                                         | Robert Beatty, Simone Signoret, Jack Warner                 | World War II                 |                                                                                   |
| Anna Karenina                      | Julien Duvivier                                          | Vivien Leigh, Ralph Richardson, Kieron Moore                | Literary drama               |                                                                                   |
| Another Shore                      | Charles Crichton                                         | Robert Beatty, Moira Lister                                 | Comedy                       |                                                                                   |
| Blanche Fury                       | Marc Allégret                                            | Valerie Hobson, Stewart Granger                             | Drama                        |                                                                                   |
| Bless 'Em All                      | Robert Jordan Hill                                       | Hal Monty, Max Bygraves                                     | Musical comedy               |                                                                                   |
| The Blind Goddess                  | Harold French                                            | Eric Portman, Anne Crawford                                 | Drama                        |                                                                                   |
| Bond Street                        | Gordon Parry                                             | Jean Kent, Derek Farr                                       | Drama                        |                                                                                   |
| Bonnie Prince Charlie              | Anthony Kimmins                                          | David Niven, Jack Hawkins                                   | Historical drama             |                                                                                   |
| Brass Monkey                       | Thornton Freeland                                        | Carroll Levis, Carole Landis                                | Crime drama                  |                                                                                   |
| Broken Journey                     | Ken Annakin                                              | Phyllis Calvert, James Donald                               | Drama                        |                                                                                   |
| But Not in Vain                    | Edmond T. Gréville                                       | Raymond Lovell, Bruce Lester                                | World War II                 |                                                                                   |
| The Calendar                       | Arthur Crabtree                                          | Greta Gynt, John McCallum                                   | Drama                        |                                                                                   |
| Call of the Blood                  | John Clements, Ladislao Vajda                            | Kay Hammond, John Clements                                  | Drama                        | Co-production with Italy                                                          |
| Calling Paul Temple                | Maclean Rogers                                           | John Bentley, Dinah Sheridan                                | Detective                    |                                                                                   |
| The Clouded Crystal                | Alan Cullimore                                           | Patrick Waddington, Lind Joyce                              | Mystery                      | [ 1 ]                                                                             |
| Colonel Bogey                      | Terence Fisher                                           | Jack Train, Mary Jerrold                                    | Fantasy                      |                                                                                   |
| Corridor of Mirrors                | Terence Young                                            | Eric Portman, Edana Romney                                  | Drama                        |                                                                                   |
| Counterblast                       | Paul L. Stein                                            | Robert Beatty, Mervyn Johns                                 | Thriller                     |                                                                                   |
| Cup-tie Honeymoon                  | John E. Blakeley                                         | Sandy Powell, Dan Young                                     | Sports/comedy                |                                                                                   |
| The Dark Road                      | Alfred J. Goulding                                       | Mackenzie Ward, Veronica Rose                               | Crime                        | [ 2 ]                                                                             |
| A Date with a Dream                | Dicky Leeman                                             | Terry-Thomas, Jeannie Carson                                | Musical/comedy               |                                                                                   |
| Daughter of Darkness               | Lance Comfort                                            | Anne Crawford, Maxwell Reed                                 | Crime                        |                                                                                   |
| Daybreak                           | Compton Bennett                                          | Eric Portman, Ann Todd, Maxwell Reed                        | Thriller                     |                                                                                   |
| Death in the Hand                  | A. Barr-Smith                                            | Esme Percy, Ernest Jay, Cecile Chevreau                     | Short mystery                |                                                                                   |
| Dick Barton: Special Agent         | Alfred J. Goulding                                       | Don Stannard                                                | Action based on radio serial |                                                                                   |
| Easy Money                         | Bernard Knowles                                          | Petula Clark, Mervyn Johns                                  | Comedy/drama                 |                                                                                   |
| Elizabeth of Ladymead              | Herbert Wilcox                                           | Anna Neagle, Hugh Williams                                  | Drama                        |                                                                                   |
| Escape                             | Joseph L. Mankiewicz                                     | Rex Harrison, Peggy Cummins                                 | Thriller                     |                                                                                   |
| Escape from Broadmoor              | John Gilling                                             | John Le Mesurier, Victoria Hopper                           | Thriller                     |                                                                                   |
| Esther Waters                      | Ian Dalrymple                                            | Kathleen Ryan, Dirk Bogarde                                 | Historical drama             |                                                                                   |
| The Fallen Idol                    | Carol Reed                                               | Ralph Richardson, Michèle Morgan, Bobby Henrey              | Drama                        |                                                                                   |
| The First Gentleman                | Alberto Cavalcanti                                       | Jean-Pierre Aumont, Joan Hopkins                            | Historical drama             |                                                                                   |
| The Fool and the Princess          | William C. Hammond                                       | Bruce Lester, Lesley Brook                                  | Drama                        |                                                                                   |
| Good-Time Girl                     | David MacDonald                                          | Jean Kent, Herbert Lom, Dennis Price                        | Drama                        |                                                                                   |
| The Greed of William Hart          | Oswald Mitchell                                          | Tod Slaughter, Henry Oscar                                  | Horror                       |                                                                                   |
| The Guinea Pig                     | Roy Boulting                                             | Richard Attenborough, Sheila Sim                            | Drama                        |                                                                                   |
| Hamlet                             | Laurence Olivier                                         | Laurence Olivier, Jean Simmons, Basil Sydney                | Shakespearean drama          | Number 69 in the list of BFI Top 100 British films; winner of four Academy Awards |
| Here Come the Huggetts             | Ken Annakin                                              | Jack Warner, Kathleen Harrison                              | Comedy                       |                                                                                   |
| Holidays with Pay                  | John E. Blakeley                                         | Frank Randle, Tessie O'Shea                                 | Comedy                       |                                                                                   |
| House of Darkness                  | Oswald Mitchell                                          | Laurence Harvey, Lesley Brook                               | Horror                       | [ 3 ]                                                                             |
| Idol of Paris                      | Leslie Arliss                                            | Michael Rennie, Christine Norden                            | Drama                        |                                                                                   |
| It's Hard to Be Good               | Jeffrey Dell                                             | Jimmy Hanley, Anne Crawford                                 | Comedy                       |                                                                                   |
| The Little Ballerina               | Lewis Gilbert                                            | Yvonne Marsh, Marian Chapman                                | Drama                        |                                                                                   |
| London Belongs to Me               | Sidney Gilliat                                           | Richard Attenborough, Alastair Sim                          | Drama                        |                                                                                   |
| Look Before You Love               | Harold Huth                                              | Margaret Lockwood, Griffith Jones                           | Drama                        |                                                                                   |
| Love in Waiting                    | Douglas Peirce                                           | David Tomlinson, Andrew Crawford                            | Comedy                       |                                                                                   |
| Miranda                            | Ken Annakin                                              | Glynis Johns, Googie Withers                                | Romance/fantasy              |                                                                                   |
| The Monkey's Paw                   | Norman Lee                                               | Milton Rosmer, Megs Jenkins                                 | Horror                       |                                                                                   |
| Mr. Perrin and Mr. Traill          | Lawrence Huntington                                      | David Farrar, Marius Goring                                 | Drama                        |                                                                                   |
| My Brother Jonathan                | Harold French                                            | Michael Denison, Dulcie Gray                                | Drama                        |                                                                                   |
| My Brother's Keeper                | Alfred Roome                                             | Jack Warner, George Cole                                    | Crime                        |                                                                                   |
| My Sister and I                    | Harold Huth                                              | Sally Ann Howes, Dermot Walsh                               | Drama                        |                                                                                   |
| No Orchids for Miss Blandish       | St. John Legh Clowes                                     | Linden Travers, Jack La Rue                                 | Crime                        |                                                                                   |
| No Room at the Inn                 | Daniel Birt                                              | Freda Jackson, Ann Stephens                                 | Drama                        |                                                                                   |
| Noose                              | Edmond T. Gréville                                       | Carole Landis, Derek Farr                                   | Crime                        |                                                                                   |
| Nothing Venture                    | John Baxter                                              | Patric Curwen, Wilfrid Caithness                            | Comedy                       |                                                                                   |
| Oliver Twist                       | David Lean                                               | Alec Guinness, Robert Newton, Kay Walsh, John Howard Davies | Literary drama               | Number 46 in the list of BFI Top 100 British films                                |
| One Night with You                 | Terence Young                                            | Nino Martini, Patricia Roc                                  | Musical                      |                                                                                   |
| Penny and the Pownall Case         | Slim Hand                                                | Peggy Evans, Diana Dors                                     | Drama                        |                                                                                   |
| A Piece of Cake                    | John Irwin                                               | Cyril Fletcher, Betty Astell                                | Comedy                       |                                                                                   |
| Portrait from Life                 | Terence Fisher                                           | Mai Zetterling, Robert Beatty                               | Drama                        |                                                                                   |
| Quartet                            | Ken Annakin, Arthur Crabtree, Harold French, Ralph Smart | Cecil Parker, Dirk Bogarde, George Cole                     | Anthology                    | Adaptation of four short stories by W. Somerset Maugham                           |
| The Red Shoes                      | Michael Powell, Emeric Pressburger                       | Moira Shearer, Anton Walbrook, Marius Goring                | Drama                        | Number 9 in the list of BFI Top 100 British films. Winner of two Academy Awards   |
| River Patrol                       | Ben R. Hart                                              | John Blythe, Wally Patch                                    | Crime                        |                                                                                   |
| Saraband for Dead Lovers           | Basil Dearden                                            | Joan Greenwood, Stewart Granger                             | Historical drama             |                                                                                   |
| Scott of the Antarctic             | Charles Frend                                            | John Mills, James Robertson Justice, Barry Letts            | Adventure/biopic             |                                                                                   |
| Sleeping Car to Trieste            | John Paddy Carstairs                                     | Jean Kent, Albert Lieven                                    | Thriller                     |                                                                                   |
| The Small Voice                    | Fergus McDonell                                          | Valerie Hobson, James Donald, Howard Keel                   | Drama/thriller               |                                                                                   |
| Snowbound                          | David MacDonald                                          | Dennis Price, Mila Parély, Stanley Holloway                 | Thriller                     |                                                                                   |
| So Evil My Love                    | Lewis Allen                                              | Ray Milland, Ann Todd, Geraldine Fitzgerald                 | Thriller                     |                                                                                   |
| A Song for Tomorrow                | Terence Fisher                                           | Evelyn Maccabe, Ralph Michael                               | Drama                        |                                                                                   |
| Spring in Park Lane                | Herbert Wilcox                                           | Anna Neagle, Michael Wilding                                | Romantic Comedy              |                                                                                   |
| The Story of Shirley Yorke         | Maclean Rogers                                           | Derek Farr, Dinah Sheridan                                  | Crime                        |                                                                                   |
| This Was a Woman                   | Tim Whelan                                               | Sonia Dresdel, Walter Fitzgerald                            | Crime                        |                                                                                   |
| The Three Weird Sisters            | Daniel Birt                                              | Nancy Price, Mary Clare, Raymond Lovell                     | Melodrama                    | Screenplay by Dylan Thomas                                                        |
| Trouble in the Air                 | Charles Saunders                                         | Freddie Frinton, Jimmy Edwards                              | Comedy                       |                                                                                   |
| Uneasy Terms                       | Vernon Sewell                                            | Michael Rennie, Moira Lister                                | Thriller                     |                                                                                   |
| Vice Versa                         | Peter Ustinov                                            | Roger Livesey, Anthony Newley                               | Comedy                       |                                                                                   |
| Waverley Steps: A Day in Edinburgh | John Eldridge                                            |                                                             | Documentary                  | [ 4 ]                                                                             |
| The Weaker Sex                     | Roy Ward Baker                                           | Ursula Jeans, Cecil Parker                                  | Drama                        |                                                                                   |
| When You Come Home                 | John Baxter                                              | Frank Randle, Leslie Sarony                                 | Comedy                       |                                                                                   |
| Who Killed Van Loon?               | Lionel Tomlinson                                         | Raymond Lovell, Kay Bannerman                               | Crime                        | [ 5 ]                                                                             |
| William Comes to Town              | Val Guest                                                | William Graham, Garry Marsh, Jane Welsh                     | Comedy                       |                                                                                   |
| The Winslow Boy                    | Anthony Asquith                                          | Robert Donat, Margaret Leighton, Cedric Hardwicke           | Drama                        | Adapted from the play by Terence Rattigan; filmed again in 1999                   |
| Woman Hater                        | Terence Young                                            | Stewart Granger, Edwige Feuillère, Ronald Squire            | Romantic comedy              |                                                                                   |